# Luciano Nizzola
Luciano Nizzola (Saluzzo, 5 gennaio 1933 – Torino, 20 luglio 2022) è stato un dirigente sportivo e avvocato italiano.

## Biografia
Avvocato civilista, tra il 1982 e il 1987 ricoprì la carica di amministratore delegato del Torino. Sempre nel 1987 divenne presidente della Lega Nazionale Professionisti (LNP), di cui era già stato vice, mantenendo la carica sino al 1996.
In questa veste, il suo mandato si contraddistinse per il passaggio da un'epoca ancora poco rimunerativa per il calcio italiano a una di «straordinaria ricchezza», in coincidenza con l'entrata delle pay-tv nel mercato dei diritti televisivi; tali fatti portarono a giudizi controversi circa la sua presidenza, considerata vicina ai cosiddetti «poteri forti» rappresentati da grandi club come Juventus e Milan, e inimicandosi per questo piazze calcistiche quali Fiorentina, Lazio, Parma e Roma.

Nizzola (al centro), presidente della Lega Nazionale Professionisti, consegna a Paolo Mantovani la Supercoppa italiana 1991.

Il 14 dicembre 1996 venne eletto presidente della Federazione Italiana Giuoco Calcio (FIGC), salendo così al vertice del movimento calcistico nazionale. Il suo mandato federale venne ricordato per la marcata impronta «diplomatica» e, sul piano dei risultati sportivi, in maniera abbastanza positiva per le varie rappresentative azzurre; tuttavia, parte della critica lo bollò come «poco decisionista» soprattutto nei rapporti con i suoi successori alla LNP.
Lasciò la presidenza della FIGC nell'autunno del 2000, dopo avere fallito la rielezione. Nello stesso periodo fu inoltre membro della Giunta nazionale del Comitato olimpico nazionale italiano.
In seguito tornò a svolgere la professione di avvocato a Torino, dove morì il 20 luglio 2022 all'età di 89 anni.